# كرايغ جيل
كرايغ جيل (بالإنجليزية: Craig Gill)‏ هو طبال بريطاني، ولد في 5 ديسمبر 1971 في سالفورد في المملكة المتحدة، وتوفي في 22 نوفمبر 2016.

## وصلات خارجية
- كرايغ جيل على موقع IMDb (الإنجليزية)
- كرايغ جيل على موقع ميوزك برينز (الإنجليزية)
- كرايغ جيل على موقع ديسكوغز (الإنجليزية)